# Bethesda (Maryland)
Bethesda è una census-designated place che si trova a sud della Contea di Montgomery nel Maryland (Stati Uniti), a nord-ovest di Washington.

## Storia
Prende il nome da una chiesa locale, la Bethesda Presbyterian Church, costruita nel 1820 e ristrutturata nel 1850, che a sua volta ha preso il suo nome dalla Piscina di Betzaeta (Pool of Bethesda in inglese) di Gerusalemme.
La cittadina è sede dei National Institutes of Health, un'agenzia del Dipartimento della salute e dei servizi umani degli Stati Uniti d'America che costituisce il principale ente governativo di riferimento per quanto riguarda la ricerca biomedica.